# هانری دومات
هانری دومات (انگلیسی: Henri Dumat؛ زادهٔ ۲۰ فوریهٔ ۱۹۴۷) بازیکن فوتبال اهل فرانسه است.
از باشگاه‌هایی که در آن بازی کرده‌است می‌توان به باشگاه فوتبال استاد رنس، باشگاه فوتبال تروا، و باشگاه فوتبال آژاکسیو اشاره کرد.